# Fuente el Saz de Jarama
Fuente el Saz de Jarama – miasto w Hiszpanii we wspólnocie autonomicznej Madryt, 32 km na wschód od Madrytu.